# Educación obligatoria
Educación obligatoria, escolarización obligatoria, escolarización compulsiva, estudios obligatorios o enseñanza obligatoria son los nombres que reciben los distintos ciclos de educación, enseñanza o estudios que de forma obligatoria debe cursar un niño o joven; y cuyo currículo, duración, objetivos, contenidos, procedimientos y metodología, varían en función del sistema educativo de cada país y época.

## En España
En España, desde la promulgación de la ley Orgánica de Ordenación General del Sistema Educativo de España (LOGSE) en 1990, la educación obligatoria consta de dos etapas:
- Educación Primaria Obligatoria
- Educación Secundaria Obligatoria (ESO)

Estas etapas corresponden a las edades comprendidas entre 6 y 16 años. Sin embargo, un alumno/a puede cumplir los 16 años y abandonar el sistema sin haber acabado la ESO debido a las repeticiones de curso.
Si bien la Educación Infantil (3-6 años) no es obligatoria, la ley señala que las administraciones deben promover políticas públicas para que exista el número de plazas necesario según la demanda. En la actualidad la práctica totalidad de los niños están escolarizados a los 3 años. En esta etapa, inician el proceso de lectoescritura y se familiarizan con el cálculo mental y el conocimiento del entorno.

## En México
A partir de la celebración del Congreso Liberal, convocado por el Club Liberal Ponciano Arraiga en San Luis Potosí, en febrero de 1901, surgieron movimientos de oposición al régimen existente, uno de ellos fue representado por la corriente Magonista.
El Partido Liberal Mexicano, difundió su programa político en julio de 1906, en el cual planteaba, en materia educativa, la necesidad de popularizar la educación, haciéndose cargo el estado de: organizar y dirigir la instrucción de la niñez del país, además proponían otorgar mejores salarios a los maestros, que se enseñaran artes y oficios en las escuelas, prohibir al clero la impartición de educación y hacer obligatoria la educación elemental para lograr el desarrollo del país dentro de un marco de libertad y justicia social. Justo Sierra estableció el primer sistema de educación pública en México, reorganizó la Universidad Nacional en 1910.
El 30 de mayo de 1911, se aprobó el proyecto de Ley con el que el gobierno aceptó la responsabilidad económica para solventar este tipo de escuelas, el 1° de junio de ese mismo año se pone en marcha.
Las primeras escuelas implementadas fueron rudimentarias, en tanto que ofrecían los conocimientos básicos y algunos oficios para que la población pudiera integrarse a la vida productiva del país. La finalidad era “la enseñanza para hablar, leer y escribir castellano y ejecutar las operaciones fundamentales y más usuales de la aritmética”
Las principales problemáticas a las que se enfrentó esta tipo de educación fueron: La heterogeneidad étnica- lingüística de la población, Los bajos recursos financieros y La deficiencia técnica del programa.
Los primeros modelos educativos que entran al país cuando el gobierno la toma bajo su responsabilidad son:
• El de Norteamérica, con un enfoque progresista, representado por John Dewey.
• El de Europa que enfatiza la acción.
• El de España con un enfoque racionalista y científico, su creador el pedagogo Ferrer Guardia.
• El de Rusia, llamada educación socialista, basada en la pedagogía de Makarenko, que vincula la educación con el trabajo productivo.
En el Congreso Constituyente, que dio inicio el 1° de diciembre de 1916, se debatieron las ideas surgidas del movimiento revolucionario y el proyecto de Venustiano Carranza. Entre los puntos que proponía estaban los de libertad de enseñanza, obligación del Estado de brindar educación y que esta sea gratuita.

### Orígenes de la Secretaría de Educación Pública
Después de un análisis, el proyecto es aceptado, dando origen al artículo 3° de la Constitución. Al ser promulgada la Constitución de 1917, fue de primordial importancia que el Estado estableciera un sistema educativo que permitiera cumplir con los compromisos nuevos. Así que se creó la Secretaria de Educación Pública en 1921, bajo la dirección de José Vasconcelos.
La Secretaría de Educación Pública (SEP) es la institución encargada de administrar los distintos niveles educativos del país, además, cada una de las entidades federativas posee organismos análogos que regulan y administran la educación que se imparte en los territorios de su competencia.
En sus inicios la actividad de la SEP se caracterizó por su amplitud e intensidad: organización de cursos, apertura de escuelas, edición de libros y fundación de bibliotecas; medidas que, en conjunto, fortalecieron un proyecto educativo nacionalista que recuperó también las mejores tradiciones de la cultura universal. En 1919 el número de maestros de educación primaria aumentó de 9,560, en 1921, a 25,312. Por lo anterior podemos decir, que la labor de Vasconcelos está aún presente y los gobiernos  revolucionario.

## En otros países
En la mayoría de los países europeos existe la educación obligatoria. Finlandia, Dinamarca, Francia, Italia, Reino Unido, Australia y EE. UU., en vez de la escolarización obligatoria, establecen la obligación de educar a los menores, permitiendo formas alternativas a la escolarización, como educar a los menores en casa.

## Argumentos a favor

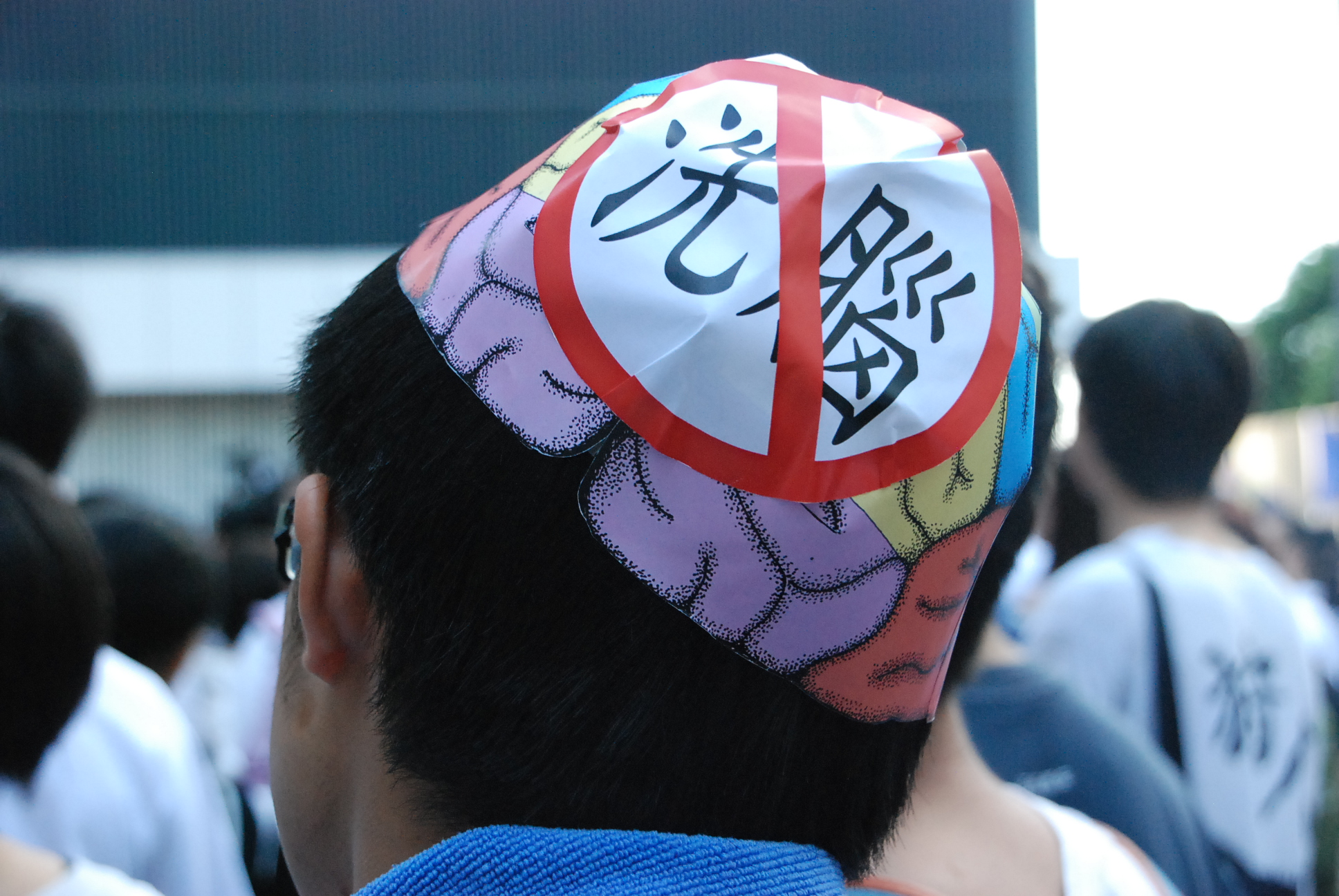
El adoctrinamiento en el aula, la incorporación de contenidos políticos en el material de estudio o los docentes que abusan de su rol para adoctrinar a los alumnos van en contra de los objetivos de una educación ejercida en una estricta neutralidad e imparcialidad y que busca la libertad de pensamiento y el pensamiento crítico de los educados.

- La educación pública obligatoria ofrece no solo el acceso a un currículum sino también la posibilidad de socializar de manera horizontal (alumnos) y vertical (docentes-conocimientos-mundos posibles) saberes, conocimientos, relaciones, proyectos, emprendimientos, etc.
- Los alumnos descubren que son sujeto de derecho y ciudadanos capaces de transformar su propia cultura y contexto. Aprenden a reconocer sus derechos y a desempeñar sus obligaciones políticas (entendiendo lo político como el compromiso público en su intento de ser consecuente con el discurso).
- La educación es una construcción social dinámica que debe espiralar hacia la mejor convivencia humana con el desarrollo de las potencialidades que la fuerza joven es capaz de ofrecer para el crecimiento de la propia comunidad.
- Genera el sentido de gratuidad y así el valor del desinterés, bonhomía, humildad y solidaridad.
- Los alumnos son sujetos que aprenden a hacer con pares, docentes, no-docentes, comunidad de padres, grupos en general, etc. Todos los sujetos que pasan por una escuela pública, aunque sólo haya sido por un breve lapso, que es positiva y transformadora, sobre todo en contextos donde los derechos han sido vulnerados.
- Permite alejar a niños y jóvenes del denominado "trabajo infantil".
- A partir del concepto: LA ESCUELA TAMBIÉN EDUCA, en ese plus que hoy en día se le exige por diversas políticas educativas y coyunturales, es necesario que la institución escolar pueda ofrecer a la sociedad el espacio para que nuestros jóvenes sean respetados y se preparen para conducir el mundo que les toca vivir con la lucidez de la solidaridad.